# Ken Sugimori
Ken Sugimori (杉森建 Sugimori Ken?, född 27 januari 1966 i Fukuoka, Japan) är en japansk datorspelsdesigner, illustratör, manga-tecknare och spelregissör. Han är mest känd som figurdesigner och art director för  Pokémon-franchisen.
Sugimori konstruerade och ritade alla de första 151 Pokémon-figurerna själv.